# Naichō
Le Naichō  (内調), abréviation de Naikaku jōhō chōsashitsu (内閣情報調査室, Bureau de recherche de renseignement du Cabinet) est un service de renseignement rattaché au secrétariat du Cabinet du Premier ministre du Japon.
Ce service dispose d’un budget élevé mis en œuvre pour l’analyse des politiques des plus grandes nations susceptibles d’intéresser le Japon.
Selon WikiLeaks, le Japon mettrait sur pied depuis 2008 un service de renseignement extérieur rattaché au Naichō, dont la cible prioritaire est la Chine et son allié nord-coréen.